# Praga 10
Praga 10 – dzielnica Pragi rozciągająca się na wschód od centrum miasta, na wschód od Wełtawy. Składa się z mniejszych dzielnic: Vršovice, Vinohrady, Strašnice, Malešice, Hrdlořezy, Hloubětín, Záběhlice, Michle, Žižkov.
Obszar dzielnicy wynosi 19 km² i jest zamieszkiwany przez 111 685 mieszkańców (2008).